# العلاقات النرويجية اليابانية
العلاقات النرويجية اليابانية هي العلاقات الثنائية التي تجمع بين النرويج واليابان.

## مقارنة بين البلدين
هذه مقارنة عامة ومرجعية للدولتين:
| وجه المقارنة                                              | النرويج                                                   | اليابان         |
| --------------------------------------------------------- | --------------------------------------------------------- | --------------- |
| المساحة (كم2)                                             | 385.21 ألف                                                | 377.97 ألف      |
| عدد السكان (نسمة)                                         | 5.33 مليون                                                | 126.79 مليون    |
| الكثافة السكانية (ن./كم²)                                 | 13.84                                                     | 335.45          |
| العاصمة                                                   | أوسلو                                                     | طوكيو           |
| اللغة الرسمية                                             | بوكمول، لغات السامي، نينوشك، اللغة النرويجية              | اللغة اليابانية |
| العملة                                                    | كرونة نروجية                                              | ين ياباني       |
| الناتج المحلي الإجمالي (بليون دولار)                      | 398.83 مليار                                              | 4.87 تريليون    |
| الناتج المحلي الإجمالي (تعادل القوة الشرائية) بليون دولار | 322.23 مليار                                              | 5.18 تريليون    |
| الناتج المحلي الإجمالي الاسمي للفرد دولار أمريكي          | 74.40 ألف                                                 | 34.52 ألف       |
| الناتج المحلي الإجمالي للفرد دولار أمريكي                 | 65.61 ألف                                                 | 36.62 ألف       |
| مؤشر التنمية البشرية                                      | 0.944                                                     | 0.903           |
| رمز المكالمات الدولي                                      | +47                                                       | +81             |
| رمز الإنترنت                                              | .no                                                       | .jp             |
| المنطقة الزمنية                                           | ت ع م+01:00، ت ع م+02:00، توقيت وسط أوروبا، أوروبا/أوسلو ‏ | توقيت اليابان   |

## مدن متوأمة
في ما يلي قائمة باتفاقيات التوأمة بين مدن نرويجية ويابانية:
- ترتبط ليلهامر مع Shiozawa, Niigata [الإنجليزية]‏ باتفاقية توأمة.

## منظمات دولية مشتركة
يشترك البلدان في عضوية مجموعة من المنظمات الدولية، منها:
| علم المنظمة | اسم المنظمة                               | تاريخ انضمام النرويج | تاريخ انضمام اليابان |
| ----------- | ----------------------------------------- | -------------------- | -------------------- |
|             | منظمة التعاون الاقتصادي والتنمية          | ?                    | ?                    |
|             | منظمة التجارة العالمية                    | 1995                 | ?                    |
|             | الاتحاد البريدي العالمي                   | ?                    | ?                    |
|             | الوكالة الدولية للطاقة                    | ?                    | ?                    |
|             | مجموعة الموردين النوويين                  | ?                    | ?                    |
|             | يونسكو                                    | 4 نوفمبر 1946        | 2 يوليو 1951         |
|             | الفريق المعني برصد الأرض                  | ?                    | ?                    |
|             | مؤسسة التمويل الدولية                     | 20 يوليو 1956        | 20 يوليو 1956        |
|             | المركز الدولي لتسوية المنازعات الاستشارية | 15 سبتمبر 1967       | 16 سبتمبر 1967       |
|             | بنك التنمية الآسيوي                       | 1966                 | 1966                 |
|             | منظمة حظر الأسلحة الكيميائية              | ?                    | ?                    |
|             | مؤسسة التنمية الدولية                     | 24 سبتمبر 1960       | 27 ديسمبر 1960       |
|             | مجموعة أستراليا                           | 1986                 | 1985                 |
|             | نظام تحكم تكنولوجيا القذائف               | 1990                 | 1987                 |
|             | وكالة ضمان الاستثمار متعدد الأطراف        | 9 أغسطس 1989         | 12 أبريل 1988        |
|             | الاتحاد الدولي للاتصالات                  | 1866                 | 29 يناير 1879        |
|             | منظمة الشرطة الجنائية الدولية             | ?                    | ?                    |
|             | الأمم المتحدة                             | 27 نوفمبر 1945       | 18 ديسمبر 1956       |
|             | البنك الدولي للإنشاء والتعمير             | 27 ديسمبر 1945       | 13 أغسطس 1952        |
|             | المنظمة الهيدروغرافية الدولية             | ?                    | ?                    |
|             | البنك الإفريقي للتنمية                    | 1963                 | ?                    |

## أعلام
هذه قائمة لبعض الشخصيات التي تربطها علاقات بالبلدين:
- أنجلينا جوردن (مغنية نرويجية، 10 يناير 2006 – )
- تادانوبو أسانو (ممثل ياباني، 27 نوفمبر 1973[26][27] – )
- ساكورا هاوغه (لاعبة كرة يد نرويجية، 7 يناير 1987 – )
- منى ياماموتو (11 فبراير 1976 – )

## وصلات خارجية
- موقع وزارة الخارجية النرويجية
- موقع وزارة الخارجية اليابانية